# Stor-Korstjärnen, Härjedalen
Stor-Korstjärnen är en sjö i Härjedalens kommun i Härjedalen och ingår i Ljusnans huvudavrinningsområde.